# Бест, Карл-Хайнц
Карл-Хайнц Бест (нем. Karl-Heinz Best; род. 28 января 1943, Кобленц, Рейнланд-Пфальц) — немецкий лингвист, автор теоретических работ по квантитативной лингвистике и заимствованиям.

## Биография
Родился в 1943 году в Кобленце. С 1964 по 1966 изучал общую лингвистику и германистику в Боннском университете, с 1966 по 1971 изучал лингвистику, германистику и скандинавистику в Рурском университете и участвовал в деятельности Института языкознания на правах помощника. В 1971 году защитил кандидатскую диссертацию. С 1971 по 1974 работал научным сотрудником в Бохуме, затем — в академическом совете и высшем совете Гёттингенского университета. В настоящее время находится в отставке.
Основные направления работы Карла-Хайнца Беста: квантитативная лингвистика (с упором на немецкий язык и скандинавские языки), графемика, морфология, освоение языка, языковые изменения, заимствования. Работает на заседаниях по вопросам передачи (трансферта) знаний в Гёттингене и Галле вместе с соиздателем журнала Glottometrics (PDF ram-verlag.eu). Член редакционного совета журнала Göttinger Beiträge zur Sprachwissenschaft и руководитель гёттингенского проекта Quantitative Linguistik. На счету Беста более 140 статей и 100 рецензий на книги в журнале Germanistik.

## Публикации
- Probleme der Analogieforschung. Dissertation. Universität Bochum. Hueber, München 1973.
- mit Jörg Kohlhase (Hrsg.): Exakte Sprachwandelforschung. herodot, Göttingen 1983, ISBN 3-88694-024-1.
- (Hrsg.): Glottometrika 16. The Distribution of Word and Sentence Length. Wissenschaftlicher Verlag Trier, Trier 1997, ISBN 3-88476-276-1.
- (Hrsg.): Häufigkeitsverteilungen in Texten. Peust & Gutschmidt, Göttingen 2001, ISBN 3-933043-08-5.
- Quantitative Linguistik: Eine Annäherung. 2001. 3 Auflage: Peust & Gutschmidt, Göttingen 2006, ISBN 3-933043-17-4.
- August Schleicher (1821–1868). In: Glottometrics 13, 2006, Seiten 73–75. (PDF ram-verlag.eu)
- LinK – Linguistik in Kürze mit einem Ausblick auf die Quantitative Linguistik. Skript. 2002. 5. Ausgabe: RAM, Lüdenscheid 2008.
- Sinismen im Deutschen und Englischen. In: Glottometrics. Bd. 17, Lüdenscheid 2008, S. 87–93, ISSN 1617-8351. (PDF ram-verlag.eu)
- Karl-Heinz Best, Emmerich Kelih (Hrsg.): Entlehnungen und Fremdwörter: Quantitative Aspekte. RAM-Verlag, Lüdenscheid 2014. ISBN 978-3-942303-23-1.
- Ioan-Iovitz Popescu, Karl-Heinz Best, Gabriel Altmann: Unified Modeling of Length in Language. RAM-Verlag, Lüdenscheid 2014. ISBN 978-3-942303-26-2.
- Karl-Heinz Best, Otto Rottmann: Quantitative Linguistics, an Invitation. RAM-Verlag, Lüdenscheid 2017. ISBN 978-3-942303-51-4.